# Valérie Peugeot
Pour les articles homonymes, voir Peugeot.
Valérie Peugeot, née en 1964, travaille sur les questions de société liées au numérique, à la fois en tant que chercheuse et militante associative.

## Activités professionnelles
Valérie Peugeot est titulaire d’une licence de droit international (Université Paris 1 Panthéon-Sorbonne - 1984) et diplômée de l’Institut d'études politiques de Paris (1986).
Elle a d’abord été assistante parlementaire du député européen Michel Hervé, membre de la Commission énergie, recherche et technologie du Parlement européen. Entre 1992 et 2005, elle travaille comme coordinatrice successivement pour différentes associations, think tanks associatifs, liés à la revue Transversales Sciences Culture, créée par Jacques Robin. De 2000 à 2005, elle est chargée des activités internationales de l’association « Vecam, citoyenneté dans une société numérique ».
En 2005, elle est embauchée par le département Veille et études de Sofrecom, filiale de France Télécom. En 2010, elle rejoint la Recherche&Développement de la maison mère comme prospectiviste. Elle exerce depuis 2012 comme chercheuse en « digital studies » au sein de SENSE, département de sciences sociales et humaines d’Orange.

## Activités institutionnelles
Entre 2013 et 2016, Valérie Peugeot a été vice-présidente du CNNum, Conseil national du numérique. Elle a plus particulièrement contribué aux rapports consacrés aux questions de citoyenneté, d’éducation et de numérique, ainsi qu’à la rédaction du rapport Ambitions numériques qui réunissait des propositions résultant d'un vaste débat national pour la future loi République numérique.
En avril 2016, elle rejoint la CNIL, Commission nationale informatique et libertés, en tant que commissaire, responsable avec le juge Alexandre Linden du secteur santé,. Son mandat est renouvelé en janvier 2019.

## Activités associatives
Valérie Peugeot a été cofondatrice de la revue de sans-abris La Rue (1992 – 1995), du comité de rédaction de la Revue Transversales Sciences-Culture de 2000 à 2009, et a contribué à l’association Batik international entre 2007 et 2013. 
Après avoir quitté son poste de coordinatrice au sein de l’association Vecam, elle y poursuit des activités bénévoles, en tant que présidente,. Elle a contribué à faire entrer dans le débat public la question des (biens) communs, notamment à travers différents publications et la coorganisation des deux festivals Villes en biens communs (2013) et Le Temps des communs (2015).
Elle est membre du Conseil d'Administration de la Fondation du Crédit coopératif et de la FONDA, fabrique associative.

## Publications
- Réseaux Humains, Réseaux électroniques: De Nouveaux Espaces Pour L'Action Collective, Charles Léopold Mayer Editions, 2001
- La Ciudadanía Europea, avec Jordi Borja et Geneviève Dourthe, Ediciones Península S.A, 2001
- Pouvoir Savoir : Le développement face aux biens communs de l'information et à la propriété intellectuelle. (Coordination), C&F Editions, 2005
- Enjeux de Mots - Regards multiculturels sur les sociétés de l’information (coordination), C&F éditions, 2006
- Terra data. Qu’allons-nous faire des données numériques, avec Serge Abiteboul, Le pommier, 2017
- Partager pour mieux consommer ? Enquête sur la consommation collaborative, avec Jean-Samuel Beuscart, Anne-Sylvie Pharabod et Marie Trespeuch, Esprit 2015/7 (Juillet)
- À quoi sert le Conseil national du numérique ? I2D – Information, données & documents, 2015/4 (Volume 53)